# The Fame (album)
The Fame is het debuutalbum van de Amerikaanse pop-singer-songwriter Lady Gaga, uitgebracht in augustus 2008 en bekroond met een Grammy Award. Een hernieuwde versie met nieuwe nummers en een andere tracklist kwam uit op 28 oktober 2008 in Australië, op 15 november 2008 in de Verenigde Staten en op 12 januari 2009 in het Verenigd Koninkrijk, waar het album als laatste werd uitgebracht. Het album bereikte de twaalfde plek in Nederland, de vierde in Vlaanderen en de Verenigde Staten en de eerste in het Verenigd Koninkrijk. De eerste twee singles, Just Dance en Poker Face, waren grote hits. De leadsingle behaalde in tien landen de nummer 1-positie en de opvolger deed het nog beter en behaalde in twintig landen de toppositie. Andere singles waren Eh, Eh (Nothing Else I Can Say), LoveGame en Paparazzi.
Ze heeft meer dan 12 miljoen albums wereldwijd verkocht.

## Achtergrondinformatie

Lady Gaga op de Fame Ball-tour (2009)

Na jaren van schrijven voor andere artiesten, onder wie Britney Spears en de Pussycat Dolls, terwijl zij ook zichzelf als artiest probeerde te ontwikkelen, werkte Lady Gaga zichzelf via de New Yorkse underground clubscene op tot de mainstream. Ze kwam in contact met RedOne en Martin Kierszenbaum en kreeg een contract bij Interscope, waar zij nu via de sublabels Cherry Tree (van Kierszenbaum) en Kon Live (van Akon) werkt. Het album werd eerst in augustus 2008 in Europa uitgebracht en deed het redelijk. Uiteindelijk moesten enkele hernieuwde uitgaven voor de grootste stijging van haar populariteit zorgen. Zo werd de eerste single Just Dance pas een nummer 1-hit in de Nederlandse Top 40 nadat deze opnieuw was uitgebracht, terwijl hij in de oorspronkelijke uitgave de tipparade niet had overleefd.
In tegenstelling tot andere beroemde popartiesten schreef Gaga zowel lyrisch als melodisch mee aan het album en speelde zij bijna alle synths in. Zij deed hier twee en een half jaar over en schreef daarvan de helft in één week van januari 2008. Over het thema van het album zei de zangeres: "het gaat over hoe iedereen zich beroemd kan voelen".
Hoewel het album een popalbum is, zijn de meeste nummers een mengsel van verscheidene genres en stijlen, waaronder dancepop, electropop, hiphop en disco. Gaga werd beïnvloed door de glamrockartiesten uit de jaren 70, zoals David Bowie en Queen. Tevens heeft zij inspiratie uit de clubscene in New York gehaald, de stad waar zij opgroeide. De synths op het album voeren de synthpop aan, terwijl de nu en dan harde beats voor de electropop gaan. Thematisch gaat het over roem, door Gaga vanuit verschillende perspectieven bekeken. Voorbeelden zijn nummers als Just Dance en Beautiful Dirty Rich, die zware dancebeats bevatten en gaan over het roemrijke leven in rijkdom, drank en feesten. Andere nummers als LoveGame en I Like It Rough gaan weer over haar seksuele verlangens. Zachte popnummers met rustige thema's zijn er ook, in de vorm van Eh, Eh (Nothing Else I Can Say), dat een simpel, op synths gedreven popnummer is dat gaat over uit elkaar gaan en verdergaan met leven.
De foto op de hoes is afkomstig van de Nederlandse fotograaf Pieter Henket.

## Singles
- Just Dance werd in Nederland reeds uitgebracht in augustus 2008 maar vergaarde niet genoeg populariteit, waardoor het bleef steken in de tipparade. In december werd het nummer opnieuw uitgebracht en debuteerde het met meer succes op de 24ste plaats in de top 40. In de achtste week bereikte Just Dance de toppositie, waar het twee weken bleef staan. Ook in landen als Australië, Canada, Frankrijk, Ierland, het Verenigd Koninkrijk en de Verenigde Staten bereikte het nummer de nummer 1-positie.
- Beautiful, Dirty, Rich werd in Amerika als promo single uitgebracht voor het album. Er is tevens een video opgenomen voor het nummer.
- Poker Face was de tweede single en verving Beautiful, Dirty, Rich als tweede single, die uiteindelijk een promotiesingle werd. Poker Face is het meest succesvolle nummer van de zangeres en topte in ruim twintig landen de nationale hitlijsten. Hieronder vallen dezelfde landen als Just Dance, waarmee zij een van de weinige artiesten is die met de eerste twee singles een lijst topten.
- Eh, Eh (Nothing Else I Can Say) werd alleen als derde single in Australië en Nieuw-Zeeland uitgebracht. Dit kwam door de vele downloads van het nummer, toen het nog niet op single was uitgebracht. De label besloot in andere landen LoveGame en Paparazzi uit te brengen.
- LoveGame werd in andere landen als derde single uitgebracht, hoewel opnieuw niet wereldwijd. Enkele landen verboden het nummer vanwege de te expliciete thema's.
- Paparazzi was de bevestigde derde Britse single en kwam op 6 juni uit. Het heeft echter dankzij vele downloads de hitlijsten in onder andere Nederland, België en Ierland gehaald.

### Hitnotering in Nederland/Vlaanderen
| Single met eventuele hitnotering(en) in de Nederlandse Top 40 | Datum van verschijnen | Datum van binnenkomst | Hoogste positie | Aantal weken | Opmerkingen                                                  |
| ------------------------------------------------------------- | --------------------- | --------------------- | --------------- | ------------ | ------------------------------------------------------------ |
| Just dance                                                    | 2008                  | 09-08-2008            | tip4            | -            | met Colby O'Donis / nr. 31 in de Single Top 100              |
| Just dance                                                    | 2008                  | 10-01-2009            | 1(2wk)          | 19           | met Colby O'Donis / nr. 4 in de Single Top 100 / Alarmschijf |
| Poker face                                                    | 2009                  | 14-03-2009            | 1(8wk)          | 17           | nr. 1 in de Single Top 100 / Alarmschijf                     |
| LoveGame                                                      | 2009                  | 23-05-2009            | 5               | 10           | nr. 27 in de Single Top 100 / Alarmschijf                    |
| Paparazzi                                                     | 2009                  | 18-07-2009            | 4               | 14           | nr. 17 in de Single Top 100 / Alarmschijf                    |
| Eh, eh (Nothing else I can say)                               | 2009                  | 03-10-2009            | 12              | 10           | nr. 34 in de Single Top 100                                  |

| Single met hitnotering(en) in de Vlaamse Ultratop 50 | Datum van verschijnen | Datum van binnenkomst | Hoogste positie | Aantal weken | Opmerkingen                             |
| ---------------------------------------------------- | --------------------- | --------------------- | --------------- | ------------ | --------------------------------------- |
| Just dance                                           | 2008                  | 04-10-2008            | 13              | 33           | met Colby O'Donis / Goud                |
| Poker face                                           | 2009                  | 03-01-2009            | 1(9wk)          | 36           | Platina / Bestverkochte single van 2009 |
| LoveGame                                             | 2009                  | 23-05-2009            | 6               | 14           |                                         |
| Paparazzi                                            | 2009                  | 15-08-2009            | 7               | 17           |                                         |

## Hitnotering

### NederlandseAlbum Top 100
| Hitnotering: (Week 1 t/m 42) 07-02-2009 t/m 21-11-2009 | Hitnotering: (Week 1 t/m 42) 07-02-2009 t/m 21-11-2009 | Hitnotering: (Week 1 t/m 42) 07-02-2009 t/m 21-11-2009 | Hitnotering: (Week 1 t/m 42) 07-02-2009 t/m 21-11-2009 | Hitnotering: (Week 1 t/m 42) 07-02-2009 t/m 21-11-2009 | Hitnotering: (Week 1 t/m 42) 07-02-2009 t/m 21-11-2009 | Hitnotering: (Week 1 t/m 42) 07-02-2009 t/m 21-11-2009 | Hitnotering: (Week 1 t/m 42) 07-02-2009 t/m 21-11-2009 | Hitnotering: (Week 1 t/m 42) 07-02-2009 t/m 21-11-2009 | Hitnotering: (Week 1 t/m 42) 07-02-2009 t/m 21-11-2009 | Hitnotering: (Week 1 t/m 42) 07-02-2009 t/m 21-11-2009 | Hitnotering: (Week 1 t/m 42) 07-02-2009 t/m 21-11-2009 | Hitnotering: (Week 1 t/m 42) 07-02-2009 t/m 21-11-2009 | Hitnotering: (Week 1 t/m 42) 07-02-2009 t/m 21-11-2009 | Hitnotering: (Week 1 t/m 42) 07-02-2009 t/m 21-11-2009 | Hitnotering: (Week 1 t/m 42) 07-02-2009 t/m 21-11-2009 | Hitnotering: (Week 1 t/m 42) 07-02-2009 t/m 21-11-2009 | Hitnotering: (Week 1 t/m 42) 07-02-2009 t/m 21-11-2009 | Hitnotering: (Week 1 t/m 42) 07-02-2009 t/m 21-11-2009 | Hitnotering: (Week 1 t/m 42) 07-02-2009 t/m 21-11-2009 | Hitnotering: (Week 1 t/m 42) 07-02-2009 t/m 21-11-2009 | Hitnotering: (Week 1 t/m 42) 07-02-2009 t/m 21-11-2009 | Hitnotering: (Week 1 t/m 42) 07-02-2009 t/m 21-11-2009 |
| Week                                                   | 1                                                      | 2                                                      | 3                                                      | 4                                                      | 5                                                      | 6                                                      | 7                                                      | 8                                                      | 9                                                      | 10                                                     | 11                                                     | 12                                                     | 13                                                     | 14                                                     | 15                                                     | 16                                                     | 17                                                     | 18                                                     | 19                                                     | 20                                                     | 21                                                     | 22                                                     |
| ------------------------------------------------------ | ------------------------------------------------------ | ------------------------------------------------------ | ------------------------------------------------------ | ------------------------------------------------------ | ------------------------------------------------------ | ------------------------------------------------------ | ------------------------------------------------------ | ------------------------------------------------------ | ------------------------------------------------------ | ------------------------------------------------------ | ------------------------------------------------------ | ------------------------------------------------------ | ------------------------------------------------------ | ------------------------------------------------------ | ------------------------------------------------------ | ------------------------------------------------------ | ------------------------------------------------------ | ------------------------------------------------------ | ------------------------------------------------------ | ------------------------------------------------------ | ------------------------------------------------------ | ------------------------------------------------------ |
| Nummer                                                 | 73                                                     | 45                                                     | 42                                                     | 25                                                     | 21                                                     | 15                                                     | 18                                                     | 20                                                     | 21                                                     | 17                                                     | 13                                                     | 14                                                     | 12                                                     | 15                                                     | 19                                                     | 20                                                     | 20                                                     | 23                                                     | 26                                                     | 23                                                     | 24                                                     | 21                                                     |
| Week                                                   | 23                                                     | 24                                                     | 25                                                     | 26                                                     | 27                                                     | 28                                                     | 29                                                     | 30                                                     | 31                                                     | 32                                                     | 33                                                     | 34                                                     | 35                                                     | 36                                                     | 37                                                     | 38                                                     | 39                                                     | 40                                                     | 41                                                     | 42                                                     |                                                        |                                                        |
| Nummer                                                 | 18                                                     | 22                                                     | 14                                                     | 14                                                     | 18                                                     | 18                                                     | 19                                                     | 24                                                     | 28                                                     | 32                                                     | 47                                                     | 38                                                     | 39                                                     | 39                                                     | 44                                                     | 47                                                     | 61                                                     | 65                                                     | 69                                                     | 73                                                     | uit                                                    |                                                        |

## Tracklist
De standaardeditie werd in 2008 als de eerste editie uitgebracht in Canada, Mexico, enkele Europese landen, Australië en Nieuw-Zeeland.
| Nr. | Titel                                                                                   | Muziek                                  | Duur  |
| --- | --------------------------------------------------------------------------------------- | --------------------------------------- | ----- |
| 1.  | Just Dance (featuring Colby O'Donis)                                                    | Lady Gaga, RedOne, Aliaune Thiam        | 04:04 |
| 2.  | LoveGame                                                                                | Lady Gaga, RedOne                       | 03:33 |
| 3.  | Paparazzi                                                                               | Lady Gaga, Rob Fusari                   | 03:28 |
| 4.  | Beautiful, Dirty, Rich                                                                  | Lady Gaga, Fusari                       | 02:54 |
| 5.  | Eh, Eh (Nothing Else I Can Say)                                                         | Lady Gaga, Martin Kierszenbaum          | 02:56 |
| 6.  | Poker Face                                                                              | Lady Gaga, RedOne                       | 03:59 |
| 7.  | The Fame                                                                                | Lady Gaga, Kierszenbaum                 | 03:44 |
| 8.  | Money Honey                                                                             | Lady Gaga, RedOne, Bilal Hajji          | 03:08 |
| 9.  | Again Again                                                                             | Lady Gaga, Fusari                       | 03:06 |
| 10. | Boys Boys Boys                                                                          | Lady Gaga, RedOne                       | 03:22 |
| 11. | Brown Eyes                                                                              | Lady Gaga, Fusari                       | 04:05 |
| 12. | Summerboy                                                                               | Lady Gaga, Brian Kierulf, Josh Schwartz | 04:16 |
| 13. | I Like It Rough (Canadian iTunes, Mexico, Australian, and selected European bonustrack) | Lady Gaga, Kierszenbaum                 | 03:24 |

### Herziene versie
In 2009 werd in plaats van de standaardeditie een herziene versie met een gewijzigde tracklist uitgebracht. Het artwork van de Amerikaanse versie vertoont lichte verschillen en de titelletters zijn rood van kleur. LoveGame, Paparazzi, Boys Boys Boys en Money Honey zijn lichtelijk geremixt, Again Again is weggehaald en Paper Gangsta en I Like It Rough zijn toegevoegd.
| Nr. | Titel                                            | Muziek                                          | Duur  |
| --- | ------------------------------------------------ | ----------------------------------------------- | ----- |
| 1.  | Just Dance (featuring Colby O'Donis)             | Lady Gaga, RedOne, Akon                         | 04:01 |
| 2.  | LoveGame                                         | Lady Gaga, RedOne                               | 03:36 |
| 3.  | Paparazzi                                        | Lady Gaga, Rob Fusari                           | 03:28 |
| 4.  | Poker Face                                       | Lady Gaga, RedOne                               | 03:57 |
| 5.  | Eh, Eh (Nothing Else I Can Say)                  | Lady Gaga, Martin Kierszenbaum                  | 02:55 |
| 6.  | Beautiful, Dirty, Rich                           | Lady Gaga, Fusari                               | 02:52 |
| 7.  | The Fame                                         | Lady Gaga, Kierszenbaum                         | 03:42 |
| 8.  | Money Honey                                      | Lady Gaga, RedOne, Bilal Hajji                  | 02:50 |
| 9.  | Starstruck (featuring Space Cowboy and Flo Rida) | Lady Gaga, Kierszenbaum, Space Cowboy, Flo Rida | 03:37 |
| 10. | Boys Boys Boys                                   | Lady Gaga, RedOne                               | 03:22 |
| 11. | Paper Gangsta                                    | Lady Gaga, RedOne                               | 04:23 |
| 12. | Brown Eyes                                       | Lady Gaga, Fusari                               | 04:03 |
| 13. | I Like It Rough                                  | Lady Gaga, Kierszenbaum                         | 03:22 |
| 14. | Summerboy                                        | Lady Gaga, Brian Kierulf, Josh Schwartz         | 04:13 |
| 15. | Disco Heaven (International bonustrack)          | Lady Gaga, Fusari, Tom Kafafian                 | 03:41 |

| Nr. | Titel               | Muziek            | Duur  |
| --- | ------------------- | ----------------- | ----- |
| 16. | Again Again         | Lady Gaga, Fusari | 03:04 |
| 17. | Retro, Dance, Freak | Lady Gaga, Fusari | 03:22 |

### Japanse deluxe editie
In 2009 werd een Japanse cd/dvd-deluxe-editie uitgebracht met een bonusdvd met de videoclips van Just Dance, Poker Face, Eh, Eh (Nothing Else I Can Say), LoveGame en Paparazzi.
| Nr. | Titel                                                                            | Muziek                         | Duur  |
| --- | -------------------------------------------------------------------------------- | ------------------------------ | ----- |
| 16. | Poker Face (Piano & Voice Version- Live)                                         | Lady Gaga, RedOne              | 03:38 |
| 17. | Just Dance (Stripped Down Version - Live)                                        | Lady Gaga, RedOne, Akon        | 02:06 |
| 18. | Eh, Eh (Nothing Else I Can Say) (Electric Piano & Human Beat Box Version - Live) | Lady Gaga, Martin Kierszenbaum | 03:03 |
| 19. | Again Again                                                                      | Lady Gaga                      | 03:04 |

### Britse en Ierse editie
De in 2009 uitgebrachte Britse en Ierse versie was de eerste editie van het album in beide landen, aangezien het album daar pas in 2009 werd uitgebracht. Het bevat alle nummers van de standaard- en de herziene editie.
| Nr. | Titel                                                  | Muziek                                          | Duur  |
| --- | ------------------------------------------------------ | ----------------------------------------------- | ----- |
| 1.  | Just Dance (featuring Colby O'Donis)                   | Lady Gaga, RedOne, Akon                         | 04:01 |
| 2.  | LoveGame                                               | Lady Gaga, RedOne                               | 03:36 |
| 3.  | Paparazzi                                              | Lady Gaga, Rob Fusari                           | 03:28 |
| 4.  | Poker Face                                             | Lady Gaga, RedOne                               | 03:57 |
| 5.  | I Like It Rough                                        | Lady Gaga, Kierszenbaum                         | 03:22 |
| 6.  | Eh, Eh (Nothing Else I Can Say)                        | Lady Gaga, Martin Kierszenbaum                  | 02:55 |
| 7.  | Starstruck (featuring Space Cowboy and Flo Rida)       | Lady Gaga, Kierszenbaum, Space Cowboy, Flo Rida | 03:37 |
| 8.  | Beautiful, Dirty, Rich                                 | Lady Gaga, Fusari                               | 02:52 |
| 9.  | The Fame                                               | Lady Gaga, Kierszenbaum                         | 03:42 |
| 10. | Money Honey                                            | Lady Gaga, RedOne, Bilal Hajji                  | 02:50 |
| 11. | Boys Boys Boys                                         | Lady Gaga, RedOne                               | 03:20 |
| 12. | Paper Gangsta                                          | Lady Gaga, RedOne                               | 04:23 |
| 13. | Brown Eyes                                             | Lady Gaga, Fusari                               | 04:03 |
| 14. | Summerboy                                              | Lady Gaga, Brian Kierulf, Josh Schwartz         | 04:13 |
| 15. | Disco Heaven (bonustrack)                              | Lady Gaga, Fusari, Tom Kafafian                 | 03:41 |
| 16. | Again Again (bonustrack)                               | Lady Gaga, Fusari                               | 03:04 |
| 17. | LoveGame (Space Cowboy Remix) (enhanced CD bonustrack) | Lady Gaga, Space Cowboy                         | 03:07 |

## Verschijningsdata
| Regio               | Datum             | Formaat                      | Label                      |
| ------------------- | ----------------- | ---------------------------- | -------------------------- |
| Canada              | 19 augustus 2008  | cd, download                 | Universal/Interscope       |
| Europa              | 29 augustus 2008  | cd, download                 | Universal/Interscope       |
| Australië           | 6 september 2008  | cd, download                 | Universal/Interscope       |
| Australië           | 15 november 2008  | cd, download                 | Universal/Interscope       |
| Duitsland           | 19 september 2008 | cd, download                 | Universal/Interscope       |
| Frankrijk           | 13 oktober 2008   | cd, download                 | Universal/Interscope       |
| Verenigd Koninkrijk | 28 oktober 2008   | cd, LP, download             | Universal/Interscope       |
| Italië              | 31 oktober 2008   | cd, digital download         | Universal/Interscope       |
| Italië              | 30 januari 2009   | cd, download (nieuwe versie) | Universal/Interscope       |
| Ierland             | 9 januari 2009    | cd, download                 | Universal/Polydor          |
| Verenigd Koninkrijk | 12 januari 2009   | cd, download                 | Universal/Polydor          |
| Filipijnen          | 1 maart 2009      | cd                           | Universal/Interscope       |
| Spanje              | 8 maart 2009      | cd                           | Universal/Interscope       |
| Argentinië          | 17 maart 2009     | cd                           | Universal/Interscope       |
| Brazilië            | 31 maart 2009     | cd                           | Universal                  |
| China               | 4 maart 2009      | cd                           | Universal/StarSing Records |
| Japan               | 20 mei 2009       | cd                           | Universal                  |